# Ferenc Szabó
Ferenc Szabó (Pécs, 18 de septiembre de 1948-26 de marzo de 2025) fue un deportista húngaro que compitió en judo. Ganó dos medallas en el Campeonato Europeo de Judo en los años 1971 y 1977.

## Carrera deportiva
Participó en los Juegos Olímpicos de Múnich 1972, donde finalizó séptimo en la categoría de –63 kg.

## Palmarés internacional
| Campeonato Europeo | Campeonato Europeo  | Campeonato Europeo | Campeonato Europeo |
| Año                | Lugar               | Medalla            | Categoría          |
| ------------------ | ------------------- | ------------------ | ------------------ |
| 1971               | Gotemburgo (Suecia) | Medalla de bronce  | –63 kg             |
| 1977               | Ludwigshafen (RFA)  | Medalla de plata   | –65 kg             |